# Moszkvai
A moszkvai a késő karbon földtörténeti kor négy korszaka közül a második, amely 315,2 ± 0,2 millió évvel ezelőtt (mya) kezdődött a baskíriai korszak után, és 307,0 ± 0,1 mya zárult a kaszimovi korszak előtt.